# 네메트 팔
네메트 팔(헝가리어: Németh Pál)은 헝가리의 체육인이었다. 그는 농구 선수이자 배구 선수였으며, 해머던지기 선수로도 활약했다.